# Міколаєвиці (Сілезьке воєводство)
Міколаєвиці (пол. Mikołajewice) — село в Польщі, у гміні Іжондзе Заверцянського повіту Сілезького воєводства.
Населення — 105 осіб (2011).
У 1975-1998 роках село належало до Ченстоховського воєводства.

## Демографія
Демографічна структура станом на 31 березня 2011 року:
|          | Загалом | Допрацездатний вік | Працездатний вік | Постпрацездатний вік |
| -------- | ------- | ------------------ | ---------------- | -------------------- |
| Чоловіки | 57      | 13                 | 36               | 8                    |
| Жінки    | 48      | 5                  | 29               | 14                   |
| Разом    | 105     | 18                 | 65               | 22                   |